# Hyperlais cruzae
Hyperlais cruzae là một loài bướm đêm trong họ Crambidae.